# هوهن‌هورست
هوهن‌هورست (به آلمانی: Hohnhorst) یک شهر در آلمان است که در شاومبورگ واقع شده‌است. هوهن‌هورست ۲٬۲۱۷ نفر جمعیت دارد.